# Comuna Dugopolje, Split-Dalmația
Dugopolje este o comună în cantonul Split-Dalmația, Croația, având o populație de 3.469 de locuitori (2011).

## Demografie
Componența etnică a comunei Dugopolje
     Croați (99,54%)
     Necunoscut (0%)
     Neclasificat (0,29%)
Componența confesională a comunei Dugopolje
     Catolici (99,14%)
     Necunoscută (0,35%)
     Alte religii (0,52%)
Conform recensământului din 2011, comuna Dugopolje avea 3.469 de locuitori. Din punct de vedere etnic, majoritatea locuitorilor (99,54%) erau croați. Din punct de vedere confesional, majoritatea locuitorilor (99,14%) erau catolici. Pentru 0,35% din locuitori nu este cunoscută apartenența confesională.